# Torneo del Centenario della Federazione Svizzera
Il Torneo del Centenario della Federazione Svizzera fu una competizione calcistica amichevole riservata alle rappresentative nazionali organizzata nel 1995 in Svizzera in occasione del centenario della fondazione della Federazione calcistica elvetica. Oltre ai padroni di casa della Svizzera, al torneo presero parte la Germania e l'Italia.

## Formula del torneo
Il torneo venne strutturato come un triangolare in cui ogni squadra affrontava le avversarie in una gara unica.

## Risultati
| Arbitro: | Markus Merk |

|  |           |               |
|  | Marcatori | Casiraghi 55’ |

| Arbitro: | Claude Détruche |

|                              |           |  |
| Helmer 4’ Maldini 38’ (aut.) | Marcatori |  |

| Arbitro: | Gerd Grabher |

|                       |           |          |
| Häßler 63’ Möller 83’ | Marcatori | Knup 77’ |

## Classifica finale
| Pos. | Squadra  | Pt | G | V | N | P | GF | GS | DR |
| ---- | -------- | -- | - | - | - | - | -- | -- | -- |
| 1    | Germania | 6  | 2 | 2 | 0 | 0 | 4  | 1  | +3 |
| 2    | Italia   | 3  | 2 | 1 | 0 | 1 | 1  | 2  | -1 |
| 3    | Svizzera | 0  | 2 | 0 | 0 | 2 | 1  | 3  | -2 |

## Vincitore
Germania